# Ачаирка (деревня)
Ачаирка — деревня в Нижнеомском районе Омской области. Входит в состав Смирновского сельского поселения.

## История
В 1928 г. состояла из 156 хозяйств, основное население — русские. Центр Ачаирского сельсовета Еланского района Омского округа Сибирского края.

## Население
| 2010 |
| ---- |
| 134  |

Гендерный состав
По данным Всероссийской переписи населения 2010 года в гендерной структуре населения из 134 человек мужчин — 62, женщин — 72	(46,3 и 53,7 % соответственно)
Национальный состав
В 1928 г. основное население — русские.
Согласно результатам переписи 2002 года, в национальной структуре населения русские составляли 91 % от общей численности населения в 177 чел..

## Инфраструктура
Личное подсобное хозяйство.

## Транспорт
Просёлочные дороги.